# William Herbert, I conte di Pembroke
William Herbert, I conte di Pembroke (1501 – Londra, 17 marzo 1570), è stato un nobile e politico inglese dell'età tudoriana.

## Biografia
Era il figlio di Sir Richard Herbert, e di sua moglie, Margaret Cradock. Suo padre era un figlio illegittimo di William Herbert, I conte di Pembroke e della sua amante Maud, figlia di Adam ap Howell Graunt.

## Carriera
Descritto da John Aubrey come "una testa calda", il giovane Herbert iniziò la sua carriera come servitore del conte di Worcester. Tuttavia, quando uno sceriffo chiamato Vaughan fu ucciso da Herbert, dopo una rissa per ragioni sconosciute a Bristol, fuggì in Francia.
Al suo arrivo, prestò servizio al re Francesco I come soldato, guadagnandosi una reputazione di coraggio e grande abilità sul campo di battaglia. "In breve tempo divenne eminente, e fu favorito del re, che in seguito lo raccomandò ad Enrico VIII d'Inghilterra, che lo stimava molto, e gli concedeva favori e onori". Per il suo servizio a Enrico VIII, Herbert ottenne le proprietà di Wilton, Remesbury e Cardiff Castle, e la sua posizione di uomo di corte fu assicurata.

### Conte
Alla morte di Enrico VIII, Herbert venne scelto come tutore per il giovane re Edoardo VI. In qualità di esecutore testamentario della volontà di Enrico VIII e destinatario di preziose sovvenzioni di terra, Herbert era una persona importante e potente durante il regno di Edoardo, sia con Edward Seymour, I duca di Somerset e il suo rivale, John Dudley, I duca di Northumberland, che cercavano il suo sostegno. Si alleò con Northumberland e, dopo la caduta di Somerset, ottenne alcune delle sue terre nel Wiltshire. Fu creato Barone Herbert di Cardiff il 10 ottobre 1551, e Conte di Pembroke (della decima creazione) il giorno successivo, da Edoardo VI.
Quando anche Edoardo VII morì, il conte fece sposare il figlio maggiore ed erede Henry con Lady Caterina Grey, sorella di Lady Giovanna Grey, che fu per breve tempo regina d'Inghilterra. Inizialmente Herbert appoggiò Jane Gray nelle sue pretese al trono, ma quando fu chiaro che la regina sarebbe diventata Maria Tudor, il conte cacciò Catherine e dichiarò nullo il suo matrimonio con il figlio. Così facendo, si assicurò i favori della nuova regina.
Durante la guerra italiana del 1551–1559, Herbert comandò l'esercito inglese inviato in Francia a sostegno della Spagna. Le sue truppe non arrivarono in tempo per la battaglia di San Quintino (1557), ma in seguito giocarono un ruolo significativo nella presa della città. Pembroke era il comandante più efficace di Maria I nella guerra con la Francia. Maria a volte sospettava la lealtà di Pembroke, ma fu impiegato come governatore di Calais, come presidente del Galles e in altre cariche. Fu anche in una certa misura nella fiducia di Filippo II di Spagna. Il conte mantenne il suo posto a corte sotto Elisabetta I fino al 1569, quando fu sospettato di favorire il progetto di matrimonio tra Maria, regina di Scozia, e il duca di Norfolk.

## Matrimoni

### Primo Matrimonio
Sposò, nel febbraio 1538, Anne Parr (15 giugno 1515–20 febbraio 1552), figlia di Sir Thomas Parr e di Maud Green, sorella di Catherine Parr. Ebbero tre figli:
- Henry Herbert, II conte di Pembroke (1539-1561);
- Edward Herbert (1547-1595), sposò Mary Stanley, ebbero un figlio;
- Anne Herbert (1550-1592), sposò con Francis Talbot, non ebbero figli.

### Secondo Matrimonio
Dopo la sua moglie, sposò nel 1552 Lady Anne Talbot, figlia di George Talbot, IV conte di Shrewsbury, non ebbero figli.

## Morte
Morì il 17 marzo 1570 a Hampton Court, a Londra. Fu sepolto il 18 aprile 1570 nella vecchia cattedrale di St Paul, dove era stata sepolta la sua prima moglie. La sua tomba e il suo monumento furono distrutti nel Grande Incendio di Londra nel 1666. Un monumento moderno nella cripta lo elenca come una delle importanti tombe perdute.